# Nefertkau II.
| F35 | D21 · X1 | D28 · D28 · D28 |

| F35 | D21 · X1 | D28 · D28 · D28 |

Nefertkau II. byla egyptská šlechtična, manželka prince Chufuchafa I. a snacha faraona Chufua.
Nefertkau a Chufuchaf měli několik dětí, dva syny Wetku a Iuenku a dceru neznámého jména. Wetka i Iuenka se objevují, nabízejíce papyrus, v hrobce Chufuchafa I. a Nefertkau II. Oba nesou tituly Syn krále. Za svými sedícími rodiči ve vnitřní hale mastaby je ještě vyobrazena již zmíněná nejmenovaná dcera.
Je možné, že jejich dalším synem byl Chufuchaf II., mnohem pravděpodobněji se ale jedná o jejich vnuka.

## Hrobka
Nefertkau II. byla pohřbena v G 7130 ve Východním poli v Gíze. Hrobka je součástí dvojité mastaby postavené pro Nefertkau II. a jejího manžela Chufuchafa I. Podle Reisnera začala stavba hrobky někdy v 17. až 24. roku Chufovy vlády.